# Пила X
«Пила X» (англ. Saw X) — американський фільм жахів 2023 року, знятий Кевіном Гройтертом за сценарієм Джоша Столберга та Пітера Голдфінгера. Десята за рахунком картина в серії фільмів «Пила». В головних ролях зіграли — Тобін Белл, Шоуні Сміт, Синнове Макоді Лунд, Стівен Бренд і Майкл Біч.
Зйомки фільму проходили з жовтня 2022 року по лютий 2023 року в Мехіко. На екрани кінотеатрів фільм вийшов 29 вересня 2023 року. В Україні прем‘єра фільму відбулася на день раніше, 28 вересня.

## Акторський склад
- Тобін Белл у ролі Джона Крамера / Пила
- Шоуні Сміт у ролі Аманди Янг
- Синнове Макоді Лунд
- Стівен Бренд
- Майкл Біч
- Рената Вака
- Паулет Ернандез[es]
- Джошуа Окамото[es]
- Октавіо Інохоса[es]

## Сюжет
Джону Крамеру повідомляють, що через прогресуючий рак мозку йому залишилися лічені місяці. Після комп'ютерної томографії він стає свідком того, як охоронець краде у пацієнта в сусідній палаті, і уявляє собі пастку, в якій охоронець, не встигнувши повернути ручку, ламає собі всі пальці на правій руці, а потім вакуумні трубки висмоктують з нього обидва ока. Побачивши Джона у вікні палати пацієнта, охоронець повертає вкрадені речі.
Пізніше Джон відвідує зустріч на підтримку онкохворих, де знайомиться з Генрі Кесслером, який стверджує, що йому також поставили смертельний діагноз раку. Пізніше Джон зустрічає на вигляд здорового Генрі, який стверджує, що вилікувався за допомогою експериментального норвезького методу лікування раку, який застосовує група під керівництвом доктора Педерсона. Зневірений Джон зв'язується з дочкою доктора Сесілією, яка направляє його до своєї клініки в Мехіко.
Джон їде до клініки з таксистом Дієго і знайомиться з Сесілією та її командою — Матео, Валентиною і доктором Кортесом, а також з молодою жінкою на ім'я Габріела, яка стверджує, що вилікувалася у Сесілії, і ще одним пацієнтом, Паркером Сірсом, який щойно переніс операцію. Джон також знайомиться з Карлосом, хлопчиком, який живе по сусідству, і вони зближуються, коли Джон лагодить йому велосипед. Джона прооперують, і він прокидається від того, що Сесілія каже йому, що він більше не хворий на рак. Відчувши нове дихання, Джон купує подарунок для Габріели, однак, повернувшись до клініки, він бачить, що вона покинута, і розуміє, що вся операція була аферою.
Зрозумівши, що «доктор Кортес» — це переодягнений Дієго, Джон викрадає і допитує його. Потім він поміщає Дієго в пастку, де той повинен зняти вибухівку, прив'язану до його рук, розрізавши собі плоть, що Дієго успішно робить. Учениця «Пили» Аманда Янг викрадає Сесілію, Матео, Валентину і Габріелу; всі четверо прокидаються в клініці і стають об'єктами ігор «Пили» Джона і Аманди.
Валентині доручають відрізати собі ногу пилкою Ґіґлі та витягти достатньо кісткового мозку, щоб отримати ключ до звільнення. Хоча їй вдається відрізати ногу, вона не може вчасно втекти, і її обезголовлює інша пила Джильї. Сесілія потрошить труп Валентини і використовує її кишки як мотузку, щоб виманити телефон і покликати на допомогу, але Аманда шокує її і відбирає телефон. Паркер вривається до клініки, стверджуючи, що хоче повернути свої гроші. Аманда стримує Паркера, а Матео змушений просвердлити власний череп і видалити частину мозкової тканини, щоб отримати ключ. Незважаючи на успіх, після того, як тканина розсмоктується занадто довго, на обличчя Матео надягають нагріту маску, яка вбиває його. Далі Габріелу підвішують до кайданів на зап'ясті та щиколотці, піддаючи іонізуючому випромінюванню, і вона мусить використати кувалду, щоб розірвати кайдани і втекти. Їй це вдається, і Джон наказує Аманді відвезти її до лікарні. Однак, перш ніж вона встигає це зробити, тепер уже вільний Паркер змушує їх під дулом пістолета звільнити Сесілію.
Сесілія вбиває Габріелу, зламавши їй шию, і розповідає, що це вона подзвонила Паркеру, який бере участь в афері, щоб звільнити її. Вона змушує Джона прикувати себе ланцюгом у її пастці. Вона чує Карлоса на вулиці і, помітивши, що Джон подружився з хлопчиком, приковує його ланцюгом навпроти Джона до пастки, схожої на гойдалку, яка поливає їх кров'ю. Паркер і Сесілія йдуть забрати сумку з викраденими грошима з диспетчерської Джона, але спрацьовує розтяжка, яка замикає Паркера і Сесілію в кімнаті і звільняє Джона і Карлоса. Джон дізнається, що Дієго викрив усіх шахраїв, включно з Паркером і Генрі, і обдурив Сесілію, щоб заманити його на об'єкт. Смертельний хімічний газ починає заповнювати кімнату, єдиним порятунком є вентиляційний отвір, достатній для голови однієї людини, що змушує Сесілію і Паркера битися один з одним. Сесілія заколює Паркера, але може лише спостерігати, як Джон, Аманда і Карлос (якому Джон передав гроші) залишають приміщення, а вона залишається ув'язненою.
Через деякий час Генрі прокидається в напівзруйнованій ванній кімнат з новою пасткою, прив'язаною до його живота, під наглядом Джона і Марка Гоффмана.

## Виробництво

### Розробка
У квітні 2021 року Twisted Pictures повідомили про те, що вони розробляють десятий фільм із франшизи «Пила» під назвою «Пила X». Джош Столберг і Пітер Голдфінгер, автори двох попередніх записів серіалу, Jigsaw і Spiral, підтвердили, що сценарій було завершено в грудні 2021 року. У серпні 2022 року Bloody Disgusting повідомив, що режисером фільму стане Кевін Гройтерт, який раніше знімав «Пила VI» (2009) і «Пила 3D» (2010).

### Кастинг
У жовтні 2022 року Тобін Белл підтвердив свою повторну роль Джона Крамера / Jigsaw. У грудні 2022 року Синнове Макоді Лунд, Стівен Бренд і Майкл Біч приєдналися до акторського складу в невідомих ролях. Шоуні Сміт повторює свою роль Аманди Янг. Того ж місяця Рената Вака, Полетт Ернанде, Джошуа Окамото та Октавіо Хінохоса отримали свої нерозголошені ролі.

### Зйомки
Основні зйомки проходили в Мехіко з кінця жовтня 2022 року по лютий 2023 року.

## Вихід
«Пила X» вийшов у прокат у Сполучених Штатах 29 вересня 2023 року. Дата прем'єри в Україні — 28 вересня 2023 року.